# Эльфийская рукопись: Сказание на все времена
«Эльфи́йская ру́копись: Сказа́ние на все времена́» — метал-опера и концептуальный альбом российской пауэр-метал группы «Эпидемия»; вторая часть «Эльфийской рукописи». Альбом записан и выпущен 13 ноября 2007 года. Четвёртый альбом группы.

## Сюжет
Ниже приведен краткий сюжет, оригинальную версию можно прочитать на официальном сайте группы. Герои первой части: Дезмонд, Торвальд и Алатиэль отправляются в погоню за завоевателем Деймосом в его умирающий мир, Ксентарон. Портал, созданный магом Ирдисом, раскидал героев в разные места нового мира (Звёздный портал).
Дезмонд попал в плен к гномам, хранителям гор, подозрительно относящимся к чужеземцам (Владыки гор). Те предоставляют решить его судьбу магу-отшельнику, который оказывается свергнутым богом-создателем Ксентарона. Он рассказывает печальную историю своего мира. Когда-то это был цветущий уголок Вселенной, но демоны-завоеватели под предводительством тёмной королевы Минатрикс свергли демиурга и погасили солнце, обрекая Ксентарон на погибель. В Дезмонде бог видит спасителя Ксентарона и вручает ему свой магический посох (Исповедь первого бога).
Торвальд оказывается в горах. Поднявшись на самую высокую вершину, он обнаруживает там башню, с заточенным в ней Деймосом. Торвальд собирается уже покарать врага, но тот рассказывает ему о причинах своего нашествия. Деймос пытался найти новый дом для своего народа, погибающего на тёмном и ледяном Ксентароне, и в качестве такового выбрал Энию. По наущению демонов и дракона Ская он пытался поработить этот край, когда же его война окончилась фиаско, хозяева избавились от нерасторопного исполнителя, заточив его в его собственной башне. У Торвальда не поднимается рука на несчастного (Нити судьбы).
Принцессу Алатиэль магия заносит на остров, где дремлют золотые драконы. Единственный бодрствующий дракон, Гилтиас, рассказывает ей, что Золотые Драконы — единственная сила, способная сопротивляться Синим Драконам, слугам демонов (Остров драконов). Чтобы пробудить их, нужен древний артефакт — посох бога-создателя. Дракон несёт Алатиэль навстречу Дезмонду (Океан пустоты).
Тем временем войска демонов и Синих Драконов готовятся к новому вторжению на Ксентарон. Деймос собирает верные ему войска, и вместе с Торвальдом и Дезмондом они занимают оборону в цитадели Деймоса. Жестокая битва уносит много жизней, на помощь защитникам выходят гномы, однако Торвальд погибает. В самый разгар боя Гилтиас приносит Алатиэль, и та раскрывает мужу секрет волшебного посоха. Дезмонд пробуждает Золотых Драконов, те приходят на битву и приносят силам добра победу, Гилтиас убивает Ская, а Минатрикс бежит за пределы Ксентарона в своё измерение. (Сказание на все времена). После этого заклятия, наложенные на солнце, рассеиваются, и на Ксентароне начинается первая за много лет весна (Солнца свет).

## Список композиций
Сценарий и тексты песен — Юрий Мелисов
| №                   | Название                                | Музыка              | Вокал                                                                          | Длительность |
| ------------------- | --------------------------------------- | ------------------- | ------------------------------------------------------------------------------ | ------------ |
| 1.                  | «Пролог» (инструментал)                 | Мелисов, Иванов     | инструментальная                                                               | 2:09         |
| 2.                  | «Звёздный портал»                       | Мелисов             | Самосват, Беркут, Лобашёв                                                      | 5:21         |
| 3.                  | «Владыки гор»                           | Мамонтов            | Самосват, Лобашёв, Румянцев                                                    | 5:24         |
| 4.                  | «Исповедь первого Бога»                 | Мелисов             | Самосват, Серышев                                                              | 4:46         |
| 5.                  | «Сказание снегов» (инструментал)        | Иванов              | инструментальная                                                               | 1:43         |
| 6.                  | «Нити судьбы»                           | Мелисов             | Самосват, Лобашёв, Борисенков                                                  | 5:39         |
| 7.                  | «Без сердца и души»                     | Мелисов, Мамонтов   | Самосват, Серышев, Немоляев, Белоброва                                         | 8:31         |
| 8.                  | «Океан пустоты»                         | Мелисов, Иванов     | Самосват, Комарова                                                             | 5:06         |
| 9.                  | «Сказание огня» (инструментал)          | Иванов              | инструментальная                                                               | 0:46         |
| 10.                 | «Остров драконов»                       | Мелисов, Мамонтов   | Комарова, Егоров                                                               | 4:31         |
| 11.                 | «Сказание на все времена»               | Мелисов             | Самосват, Лобашёв, Борисенков, Немоляев, Белоброва, Комарова, Егоров, Румянцев | 12:43        |
| 12.                 | «Солнца свет»                           | Мамонтов            | Самосват, Беркут, Борисенков, Комарова, Егоров, Серышев, Румянцев              | 5:03         |
| 13.                 | «В небеса» (инструментал)               | Мелисов             | инструментальная                                                               | 2:31         |
| 14.                 | «Реквием (Скорбя о ней…)» (Bonus Track) | Мелисов             | Самосват                                                                       | 5:35         |
| Общая длительность: | Общая длительность:                     | Общая длительность: | Общая длительность:                                                            | 69:52        |

### Instrumental — Karaoke Version (2021)
В рамках проекта на Planeta были созданы инструментальные версии альбома с записей концертного альбома Эльфийская Рукопись Навсегда.
| №  | Название                  | Музыка            | Длительность |
| -- | ------------------------- | ----------------- | ------------ |
| 1. | «Звёздный портал»         | Мелисов           | 5:21         |
| 2. | «Владыки гор»             | Мамонтов          | 5:23         |
| 3. | «Исповедь первого Бога»   | Мелисов           | 4:44         |
| 4. | «Нити судьбы»             | Мелисов           | 5:36         |
| 5. | «Без сердца и души»       | Мелисов, Мамонтов | 8:29         |
| 6. | «Океан пустоты»           | Мелисов, Иванов   | 5:05         |
| 7. | «Остров драконов»         | Мелисов, Мамонтов | 4:31         |
| 8. | «Сказание на все времена» | Мелисов           | 12:40        |
| 9. | «Солнца свет»             | Мамонтов          | 4:58         |

## Состав

### В ролях
- Дезмонд, полуэльф — Максим Самосват (OMEN, Эпидемия, Mechanical Poet)
- Торвальд, рыцарь — Андрей Лобашёв (Харизма, Arida Vortex, Ольви)
- Ирдис, эльфийский волшебник — Артур Беркут (Беркут, Ария, Автограф)
- Деймос, правитель Ксентарона — Дмитрий Борисенков (Чёрный Обелиск)
- Минатрикс, королева демонов — Екатерина Белоброва (The Teachers)
- Скай, синий дракон — Кирилл Немоляев (Бони НЕМ)
- Алатиэль, эльфийская принцесса — Александра Комарова (Luna Aeterna)
- Гилтиас, золотой дракон — Евгений Егоров (Эпидемия, Колизей)
- Безымянный Бог, создатель Ксентарона — Михаил Серышев (Воля и Разум, Мастер)
- Дрогбар, царь гномов — Константин «Тролль» Румянцев (Тролль гнёт ель)

### Инструменталисты
- Юрий Мелисов — гитара
- Илья Мамонтов — гитара
- Иван Изотов — бас-гитара
- Дмитрий Кривенков — ударные
- Дмитрий Иванов — клавишные
- Андрей Смирнов — соло-гитара (7)
- Владимир Лазерсон — флейта (4), волынка (12)